# Mioveni
Mioveni, der indtil 1996 hed Colibaşi, er en by med c. 35.000 indbyggere i distriktet Argeş i Rumænien.
Det rumænske bilfirma Automobile Dacia – siden 1999 en del af Renault – har hovedkvarter i byen. Der er også et forsøgsanlæg for kernekraft og et fængsel.
44°57′19″N 24°56′08″Ø / 44.9553°N 24.9356°Ø